# 大宁郡
大宁郡，中国南北朝、唐朝时设置的郡。
- 北魏魏孝文帝太和年间设置大宁郡，治所在今河北怀安县东南。辖境相当今河北省张家口市万全区、怀安县等地。后省废。
- 东魏置大宁郡，治所在西邸阁城（今河南省修武县东南）。北周废大宁郡。
- 唐玄宗天宝元年（742年），改隰州置大宁郡。治所在隰川县（今山西省隰县）。下辖隰川县、蒲县（今山西省蒲县）、大宁县（今山西省大宁县）、永和县（今山西省永和县）、石楼县（今山西省石楼县）、温泉县（今山西省交口县温泉乡）。辖境相当今山西省隰县、蒲县、大宁县、永和县、石楼县、交口县等及孝义市部分地。唐肃宗乾元元年（758年）复改为隰州。

唐朝大宁郡太守
王焘（天宝年间）